# Hannu Salonen
Hannu Salonen (* 10. Juli 1972 in Pori, Finnland) ist ein finnischer Filmregisseur. Er arbeitet vorwiegend in Deutschland.

## Leben
Hannu Salonen wurde 1972 in Pori, Finnland geboren. Mit 16 gründete er einen Verein, um seine ersten Kurzfilme zu produzieren. Ende der 1980er Jahre verbrachte er ein Jahr in den USA. Er schloss die Oberstufe des Kallio-Gymnasiums für darstellende Künste in Helsinki ab und bekam anschließend, 1992, mit 20 Jahren einen Studienplatz an der dffb, der Deutschen Film- und Fernsehakademie Berlin.
Während seiner Jugend interessierte er sich sehr für chinesische Kampfkünste und ging einige Zeit nach China. 1997 gewann er in Belgien die Europameisterschaft in der Disziplin „Südsäbel“ (Nan Dao). Salonen wurde drittplatzierter in „Südfaust“ (Nan Quan).
Sein erster Kurzfilm Moments in Monochrome erhielt einige Auszeichnungen. Sein Abschlussfilm, an der dffb, Downhill City, brachte ihm u. a. den Preis als „Bester Europäischer Debütfilm“ in Angers (Premiers Plans d’Angers), Frankreich ein.
Hannu Salonen hat seitdem, in Deutschland und auch international, weit über zwei Dutzend TV-Krimis und Thriller realisiert. Zu seinen letzten Werken gehören der historische Thriller Die Hebamme mit Josefine Preuß in der Hauptrolle sowie SCHULD nach Ferdinand von Schirach mit Moritz Bleibtreu in der Hauptrolle. Anfang 2015 kam in Finnland Vares – Der Sheriff (Verleih: Nordisk Film) in die finnischen Kinos. 2020 wurde die ARD-Miniserie Oktoberfest 1900 ausgestrahlt, für die Salonen Regie führte.
Salonen ist Mitglied im Bundesverband Regie (BVR). Er ist Vater zweier Töchter und lebt in Öhningen am westlichen Bodensee.

## Filmografie

### Kino
- 1999: Downhill City
- 2009: Vasha
- 2015: Vares – Sheriffi

### Fernsehen
- 1998: Moments in Monochrome
- 2001: All’ Arrabbiata – Eine kochende Leidenschaft
- 2001: Ein Teenager flippt aus
- 2004: Tatort: Der vierte Mann
- 2004: Liebe ist die beste Medizin
- 2005: Krimi.de (2 Folgen)
- 2005: Tatort: Feuertaufe
- 2005: Polizeiruf 110: Resturlaub
- 2005: Polizeiruf 110: Vorwärts wie rückwärts
- 2006: Tatort: Sternenkinder
- 2006: Spur der Hoffnung
- 2007: Tatort: Racheengel
- 2007: Der Mann von gestern
- 2007: Commissario Laurenti – Tod auf der Warteliste
- 2008: Commissario Laurenti – Der Tod wirft lange Schatten
- 2009: Tatort: Bittere Trauben
- 2010: Tatort: Hilflos
- 2010: Tatort: Tango für Borowski
- 2010: Des Kaisers neue Kleider
- 2011: Die Verführung – Das fremde Mädchen
- 2011: Der Kriminalist – Unter Druck
- 2011: Der Kriminalist – Der Beschützer
- 2011: Der Kriminalist – Grüße von Johnny Silver
- 2012: Tatort: Verschleppt
- 2013: Tatort: Melinda
- 2013: Tatort: Eine Handvoll Paradies
- 2013: Verbrechen nach Ferdinand von Schirach
- 2013: Der Kriminalist: Der Sobottka Klan
- 2013: Rosa Roth – Der Schuss
- 2014: Tatort: Adams Alptraum
- 2014: Die Hebamme
- 2015: SCHULD nach Ferdinand von Schirach (Folgen vier bis sechs)
- 2015: Ein Fall für zwei (2 Folgen)
- 2016: Die Hebamme II
- 2016: Ein gefährliches Angebot
- 2016: Dresden Mord – Nachtgestalten
- seit 2017: Die Toten vom Bodensee (Fernsehreihe)
  - 2017: Die Braut
  - 2017: Abgrundtief
  - 2018: Der Wiederkehrer
  - 2018: Die vierte Frau
- 2018: Arctic Circle – Der unsichtbare Tod (Fernsehserie)[3]
- 2020: Oktoberfest 1900 (Fernsehserie)
- 2021: Wolfsland: Die traurigen Schwestern
- 2021: Ostfriesenangst
- 2021: Der Rebell – Von Leimen nach Wimbledon
- 2024: Blindspot
- 2024: Ich bin Dagobert

## Auszeichnungen
- 2000: Europäischer Jurypreis beim Festival Premiers Plans d’Angers für Downhill City